# أندرو ليتل
أندرو ليتل (بالإنجليزية: Andrew Little)‏ (12 مايو 1989 في المملكة المتحدة - ) هو لاعب كرة قدم بريطاني في مركز الهجوم. شارك مع منتخب أيرلندا الشمالية تحت 17 سنة لكرة القدم ومنتخب أيرلندا الشمالية تحت 19 سنة لكرة القدم ومنتخب أيرلندا الشمالية تحت 21 سنة لكرة القدم ومنتخب إيرلندا الشمالية لكرة القدم من الدرجة الثانية ‏ ومنتخب أيرلندا الشمالية لكرة القدم. أما مع النوادي، فقد لعب مع بريستون نورث إيند وبورت فايل ونادي أكرينغتون ستانلي ونادي بلاكبول ونادي رينجرز.

## مسيرته الكروية
لعب أندرو ليتل خلال مسيرته الاحترافية مع 7 أندية في أربعة عشر موسمًا وسجل خلالها 36 هدفًا ضمن 107 مباراة. حيث فاز في موسم واحد بالكأس وفي ثلاثة مواسم بالدوري.
خاض أندرو ليتل مسيرته مع نادي رينجرز في موسم 2008–09 ليلعب معه ستة مواسم، مشاركًا في 64 مباراة سجل خلالها 33 هدفًا. ثم انتقل إلى نادي بريستون نورث إيند في موسم 2014–15 ولمدة موسمين، حيث شارك في 12 مباراة سجل خلالها هدفًا واحدًا. لينتقل بعدها إلى نادي أكرينغتون ستانلي في موسم 2015–16 لمدة موسم واحد، لم يشارك في أي مباراة ولم يسجل أي هدف. ثم انتقل إلى نادي ستيرلينغ ألبيون في موسم 2016–17 ولمدة موسمين، مشاركًا في 13 مباراة سجل خلالها هدفًا واحدًا. هذا وانتقل لاحقًا إلى نادي دمبرتون في موسم 2018–19 لمدة موسم واحد، مشاركًا في 6 مباريات ولم يسجل أي هدف.

## وصلات خارجية
- أندرو ليتل على موقع قاعدة بيانات كرة القدم.إي يو (الإنجليزية)
- أندرو ليتل على موقع ناشيونال فوتبول تيمز (الإنجليزية)
- أندرو ليتل على موقع Soccerbase.com (لاعب) (الإنجليزية)
- أندرو ليتل على موقع Soccerway.com (الإنجليزية)